# Olympische Sommerspiele 1976/Leichtathletik – Diskuswurf (Frauen)

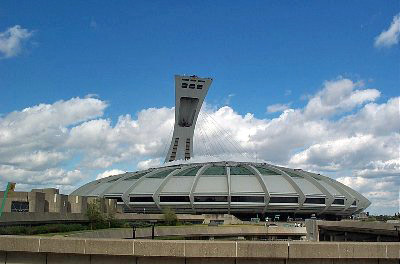
Das Olympiastadion in Montreal

Der Diskuswurf der Frauen bei den Olympischen Spielen 1976 in Montreal wurde am 28. und 29. Juli 1976 im Olympiastadion Montreal ausgetragen. Fünfzehn Athletinnen nahmen teil.
Olympiasiegerin wurde Evelin Schlaak, spätere Evelin Jahl, aus der DDR. Sie gewann vor der Bulgarin Marija Wergowa, spätere Marija Petkowa, und ihrer Landsfrau Gabriele Hinzmann.
Neben den Medaillengewinnerinnen trat zudem auch Sabine Engel für die DDR an. Sie erreichte ebenfalls das Finale und wurde Fünfte.

Auch die Schweizerin Rita Pfister kam ins Finale. Sie belegte Rang zwölf.

Werferinnen aus der Bundesrepublik Deutschland, Österreich und Liechtenstein nahmen nicht teil.

## Rekorde

### Bestehende Rekorde
| Weltrekord         | 70,50 m | Faina Melnik ( Sowjetunion) | Sotschi, Sowjetunion (heute Russland) | 24. April 1976     |
| Olympischer Rekord | 66,62 m | Faina Melnik ( Sowjetunion) | Finale OS München, BR Deutschland     | 10. September 1972 |

### Rekordverbesserung
Die Olympiasiegerin Evelin Schlaak aus der DDR verbesserte den bestehenden olympischen Rekord mit ihrem ersten Versuch im Finale am 29. Juli um 2,38 m auf 69,00 m. Den Weltrekord verfehlte sie um 1,50 m.

## Durchführung des Wettbewerbs
Die Athletinnen traten am 28. Juli gemeinsam zu einer Qualifikationsrunde an. Aufgrund der Zahl von nur fünfzehn Wettbewerberinnen gab es keine Aufteilung in wie ansonsten üblich zwei Gruppen. Dreizehn Werferinnen – hellblau unterlegt – erreichten die direkte Finalqualifikationsweite von 55,00 m. Damit war die Mindestanzahl von zwölf Finalteilnehmerinnen übertroffen.
Darüber hinaus hatte sich zunächst auch die Polin Danuta Rosani für das Finale qualifiziert. Sie wurde jedoch des Verstoßes gegen die Antidopingbestimmungen überführt und disqualifiziert – siehe unten.
Im Finale am 29. Juli hatte jede Athletin zunächst drei Versuche. Den besten acht Teilnehmerinnen standen anschließend weitere drei Würfe zur Verfügung.

## Zeitplan
28. Juli, 10:20 Uhr: Qualifikation

29. Juli, 15:00 Uhr: Finale
Anmerkung:
Alle Zeiten sind in Ortszeit Montreal (UTC−5) angegeben.

## Doping
Die Polin Danuta Rosani, die sich für das Finale qualifiziert hatte, wurde noch vor Durchführung des Finales wegen der Einnahme anaboler Steroide disqualifiziert. Sie war damit die erste Dopingsünderin in der olympischen Leichtathletikgeschichte.

## Legende
Kurze Übersicht zur Bedeutung der Symbolik – so üblicherweise auch in sonstigen Veröffentlichungen verwendet:
| – | verzichtet |
| x | ungültig   |

## Qualifikation
Datum: 28. Juli 1976, ab 10:20 Uhr
| Platz | Name                      | Nation      | 1. Versuch | 2. Versuch | 3. Versuch | Weite   |
| ----- | ------------------------- | ----------- | ---------- | ---------- | ---------- | ------- |
| 1     | Gabriele Hinzmann         | DDR         | 65,12 m    | –          | –          | 65,12 m |
| 2     | Faina Melnik              | Sowjetunion | 63,74 m    | –          | –          | 63,74 m |
| 3     | Carmen Romero             | Kuba        | 63,40 m    | –          | –          | 63,40 m |
| 4     | Evelin Schlaak            | DDR         | 61,86 m    | –          | –          | 61,86 m |
| 5     | María Cristina Betancourt | Kuba        | 61,46 m    | –          | –          | 61,46 m |
| 6     | Natalja Gorbatschowa      | Sowjetunion | 59,84 m    | –          | –          | 59,84 m |
| 7     | Argentina Menis           | Rumänien    | 59,56 m    | –          | –          | 59,56 m |
| 8     | Olga Andrianowa           | Sowjetunion | 51,72 m    | 58,66 m    | –          | 58,66 m |
| 9     | Jane Haist                | Kanada      | 52,96 m    | 57,98 m    | –          | 57,98 m |
| 10    | Marija Wergowa            | Bulgarien   | 57,96 m    | –          | –          | 57,96 m |
| 11    | Sabine Engel              | DDR         | 56,94 m    | –          | –          | 56,94 m |
| 12    | Rita Pfister              | Schweiz     | 55,94 m    | –          | –          | 55,94 m |
| 13    | Lucette Moreau            | Kanada      | 51,56 m    | 54,12 m    | 55,22 m    | 55,22 m |
| 14    | Lynne Winbigler           | USA         | x          | 48,22 m    | 46,96 m    | 48,22 m |
| DOP   | Danuta Rosani             | Polen       | –          | 57,78 m    | –          | 57,78 m |

## Finale
Datum: 29. Juli 1976, 15:00 Uhr
| Platz | Name                      | Nation      | 1. Versuch | 2. Versuch | 3. Versuch | 4. Versuch                                  | 5. Versuch                                  | 6. Versuch                                  | Endresultat | Anmerkung |
| ----- | ------------------------- | ----------- | ---------- | ---------- | ---------- | ------------------------------------------- | ------------------------------------------- | ------------------------------------------- | ----------- | --------- |
| 1     | Evelin Schlaak            | DDR         | 69,00 m OR | 66,80 m    | 66,12 m    | x                                           | 61,24 m                                     | 64,80 m                                     | 69,00 m     | OR        |
| 2     | Marija Wergowa            | Bulgarien   | 62,22 m    | 67,30 m    | 60,44 m    | 59,86 m                                     | 62,70 m                                     | x                                           | 67,30 m     |           |
| 3     | Gabriele Hinzmann         | DDR         | 66,68 m    | 66,10 m    | 66,84 m    | 66,24 m                                     | 66,32 m                                     | x                                           | 66,84 m     |           |
| 4     | Faina Melnik              | Sowjetunion | 64,48 m    | 65,42 m    | 62,76 m    | 66,40 m                                     | x                                           | 64,20 m                                     | 66,40 m     |           |
| 5     | Sabine Engel              | DDR         | x          | 61,18 m    | 65,46 m    | 65,88 m                                     | 64,92 m                                     | 61,18 m                                     | 65,88 m     |           |
| 6     | Argentina Menis           | Rumänien    | 62,82 m    | 62,50 m    | 63,70 m    | 64,14 m                                     | 65,38 m                                     | 63,48 m                                     | 65,38 m     |           |
| 7     | María Cristina Betancourt | Kuba        | 61,28 m    | 60,24 m    | 63,86 m    | 59,58 m                                     | 58,28 m                                     | 61,24 m                                     | 63,86 m     |           |
| 8     | Natalja Gorbatschowa      | Sowjetunion | 63,02 m    | 60,98 m    | 62,24 m    | x                                           | 63,46 m                                     | x                                           | 63,46 m     |           |
|       |                           |             |            |            |            |                                             |                                             |                                             |             |           |
| 9     | Carmen Romero             | Kuba        | 60,90 m    | 59,90 m    | 61,18 m    | nicht im Finale der besten acht Werferinnen | nicht im Finale der besten acht Werferinnen | nicht im Finale der besten acht Werferinnen | 61,18 m     |           |
| 10    | Olga Andrianowa           | Sowjetunion | 60,80 m    | 56,18 m    | 59,90 m    | nicht im Finale der besten acht Werferinnen | nicht im Finale der besten acht Werferinnen | nicht im Finale der besten acht Werferinnen | 60,80 m     |           |
| 11    | Jane Haist                | Kanada      | 59,74 m    | x          | x          | nicht im Finale der besten acht Werferinnen | nicht im Finale der besten acht Werferinnen | nicht im Finale der besten acht Werferinnen | 59,74 m     |           |
| 12    | Rita Pfister              | Schweiz     | x          | 56,72 m    | 57,24 m    | nicht im Finale der besten acht Werferinnen | nicht im Finale der besten acht Werferinnen | nicht im Finale der besten acht Werferinnen | 57,24 m     |           |
| 13    | Lucette Moreau            | Kanada      | 55,88 m    | x          | 53,00 m    | nicht im Finale der besten acht Werferinnen | nicht im Finale der besten acht Werferinnen | nicht im Finale der besten acht Werferinnen | 55,88 m     |           |

Die Olympiasiegerin von 1972 und Europameisterin von 1971 sowie 1974 Faina Melnik aus der UdSSR galt als eindeutige Favoritin für diesen Wettbewerb. 1975 hatte sie als erste Werferin die 70-Meter-Marke übertroffen und diesen Weltrekord im April der Olympiasaison noch einmal um dreißig Zentimeter auf 70,50 m verbessert. Alle weiteren Medaillenkandidatinnen kamen aus Osteuropa und der DDR. Dazu gehörten die rumänische Vizeeuropameisterin von 1974 Argentina Menis, die Dritt- und Viertplatzierten dieser Europameisterschaften Gabriele Hinzmann, DDR, und Marija Wergowa, spätere Marija Petkowa, aus Bulgarien. Auch die beiden weiteren Athletinnen aus der DDR Sabine Engel und Evelin Schlaak, spätere Evelin Jahl, rechneten sich Chancen auf vordere Platzierungen aus.
Im Finale stellte Schlaak gleich mit ihrem ersten Wurf einen neuen Olympiarekord auf. Sie erzielte glatte 69 Meter und übernahm damit die Führung. Auf den nächsten Plätzen rangierten Hinzmann mit 66,68 m und Melnik mit 64,48 m. In Runde zwei verbesserte sich Wergowa auf 67,30 m und lag damit zwischen den beiden Ostdeutschen auf dem zweiten Platz. An dieser Reihenfolge änderte sich bis zum Schluss nichts mehr, auch wenn Hinzmann ihre Weite im Versuch drei auf 66,84 m steigern konnte.
Heftige Diskussionen gab es allerdings noch in Durchgang fünf. Melnik, die als Favoritin nur auf Platz vier lag, trat in den Ring und brach ihre dort begonnene Drehung zum Wurf zweimal ab. Da hob der Kampfrichter die rote Fahne und gab den Versuch ungültig. Sie protestierte und der Oberkampfrichter entschied, dass sie doch noch werfen durfte. Sie kam auf 68,60 m. Das hätte Silber für Melnik bedeutet. Doch dem anschließenden Protest der Mannschaftsleitungen aus Bulgarien und der DDR wurde stattgegeben mit der Konsequenz, dass die erfolgsgewohnte Faina Melnik diesmal medaillenleer ausging. Eine objektive Beurteilung dazu, inwieweit die letztlich getroffene Entscheidung regelgerecht war, bleibt eine Auslegungs- und Ermessensfrage.
Unstrittig war der Olympiasieg durch Evelin Schlaak, den sie 1980 in Moskau wiederholen konnte. Die Silber- bzw. Bronzemedaille gewannen offiziell Marija Wergowa auf Platz zwei und Gabriele Hinzmann als Dritte. Faina Melnik, die dann von 1977 bis 1979 unter dem Namen Faina Welewa startete, kam auf den vierten Rang vor Sabine Engel und Argentina Menis.
Evelin Schlaak war die erste Diskuswurfolympiasiegerin aus der DDR.

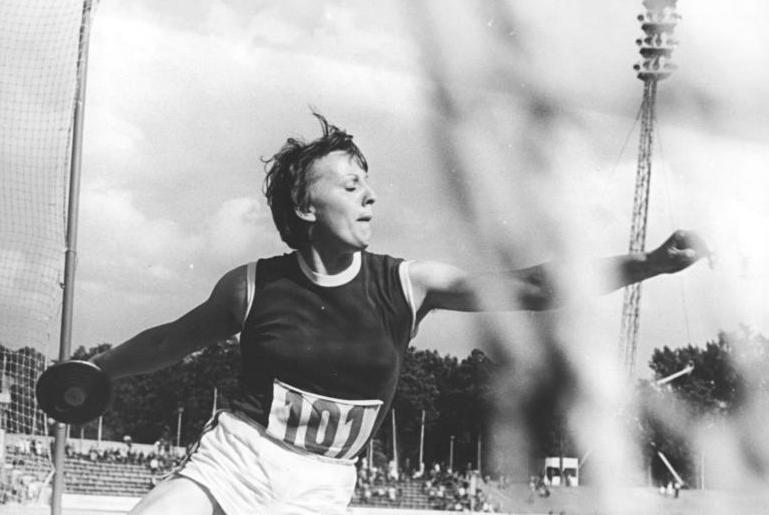
Gabriele Hinzmann, Gewinnerin der Bronzemedaille
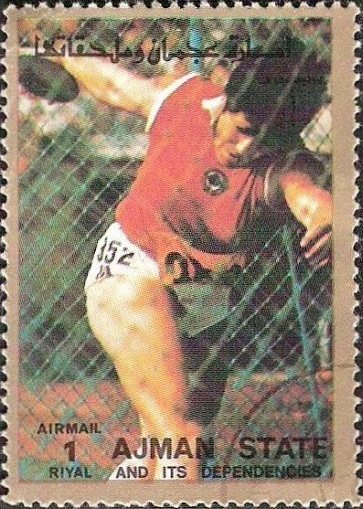
Die Olympiasiegerin von 1972 Faina Melnik musste sich hier mit dem medaillenlosen vierten Platz zufriedengeben
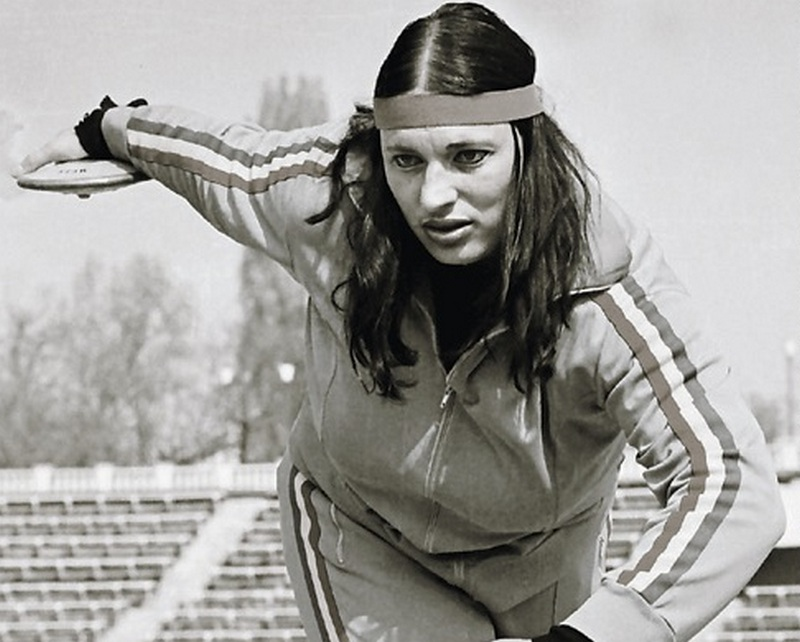
Argentina Menis belegte Rang sechs

## Videolinks
- Olympics 1976 Athletics (part 3), Bereich 3:13 min bis 22:37 min (mit Unterbrechungen durch andere Wettbewerbe), youtube.com, abgerufen am 22. Oktober 2021